# Bahaizm

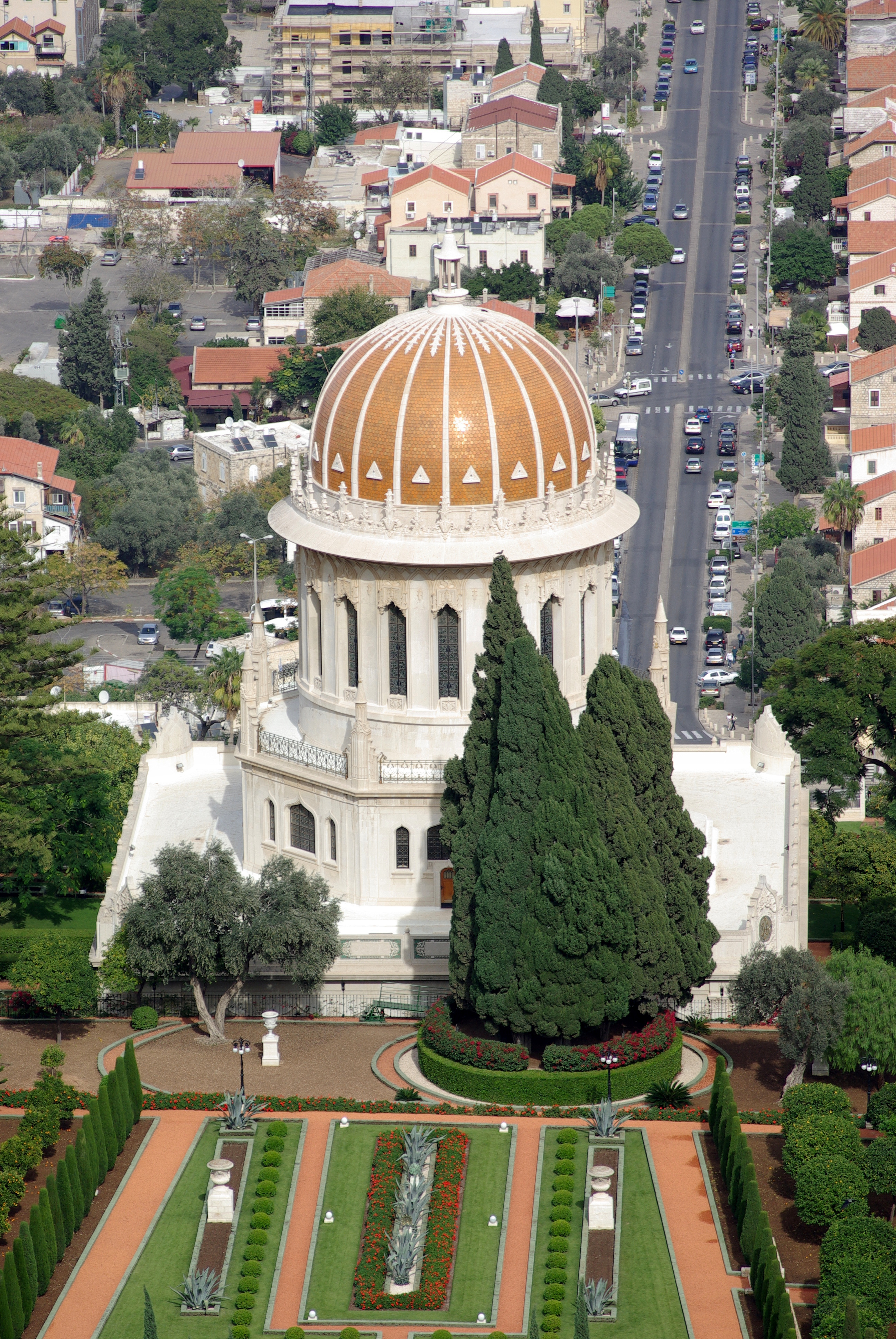
Mauzoleum Baba w Hajfie, obok mauzoleum Baha’u’llaha, jedno z dwóch najważniejszych miejsc świętych dla bahaitów

Bahaizm, bahá'í – religia monoteistyczna założona w Persji w XIX wieku przez Bahá'u'lláha, podkreślająca duchową jedność całej ludzkości. Szacuje się, że obecnie na świecie jest od pięciu do sześciu milionów bahaitów (bahaistów) w ponad 200 państwach i terytoriach. Bahaizm wyłonił się z islamu szyickiego, konkretniej babizmu.
W trakcie rozwoju z bahaizmu wyodrębniło się kilka wyznań. Obecnie kilkanaście wyznań uznaje się za wywodzące się z pierwotnej nauki Bahá'u’lláha. Znaczna część poniższego hasła dotyczy zdecydowanie największego, pod względem liczebności wyznawców, wyznania bahaickiego z centrum administracyjnym i duchowym w Hajfie.
Nauki bahaickie podkreślają zasadniczą duchową jedność najważniejszych światowych religii. Dlatego, można zaobserwować, że bahaizm łączy w sobie, między innymi, elementy judaizmu, chrześcijaństwa, islamu i babizmu. Według wierzeń bahaickich historia religii stopniowo rozwijała się poprzez ciąg boskich posłańców, z których każdy założył religię dostosowaną do danych czasów oraz zdolności rozumienia ludzi w tym okresie. Wśród posłańców byli Kryszna, Abraham, Budda, Jezus, Mahomet i inni, a ostatnio Bahá'u'lláh. Każdy posłaniec miał nauczać o nadejściu kolejnego, a życie Bahá’u’lláha oraz jego nauki wypełniają obietnice poprzednich świętych pism o wydarzeniach, mających nastąpić przy końcu czasów. Uważa się, że ludzkość bierze udział w procesie wspólnego rozwoju, a potrzebą obecnego czasu jest stopniowe ustanawianie pokoju, sprawiedliwości i jedności na skalę globalną.
Słowo „bahá’í” (wymawiane /baˈhaɪ/) używane jest jako przymiotnik odnoszący się do wiary bahá’í. Słowo bahaita (bahaista) określa wyznawcę nauk Bahá’u’lláha. Obydwa słowa wywodzą się z arabskiego bahá’, oznaczającego „chwałę”, „blask” lub „splendor”.

## Historia
W przebiegu historii bahaickiej występują kolejni przywódcy tej religii. Początek określa deklaracja Baba o nowym przesłaniu duchowym, ogłoszona 23 maja 1844 roku w mieście Sziraz (w ówczesnej Persji). Okres wstępny trwa do ustanowienia porządku administracyjnego przez główne postaci tej religii. Wpływ religii był początkowo ograniczony do terytoriów Persji oraz do Imperium Osmańskiego, a w 1892, roku śmierci Bahá'u’lláha, miał już wyznawców w trzynastu krajach Azji oraz Afryki. Pod zwierzchnictwem jego syna, ʻAbdu'l-Bahy, religia rozprzestrzeniła się do Europy oraz Ameryki i została umocniona w Iranie, gdzie po dziś dzień poddawana jest intensywnym prześladowaniom. Po śmierci ‘Abdu’l-Bahá w 1921 roku, przywództwo bahaickiej wspólnoty weszło w nowy etap, ewoluując od tego składającego się z pojedynczych osób do porządku administracyjnego, który opiera się na systemie zarówno wybieranych, jak i wyznaczanych osób pełniących różne funkcje.
Báb
23 maja 1844 roku Sijid 'Alí-Muhammad z Szirazu w Iranie (ówczesnej Persji) ogłosił, że jego imię i tytuł to „Báb” (الباب „Brama”), w oparciu o religijne pojęcie występujące w szyickiej tradycji. Jego wyznawcy znani są jako babici. W miarę jak rozpowszechniały się nauki Baba, które duchowni muzułmańscy postrzegali jako zagrożenie, babici stali się obiektem intensywnych prześladowań i tortur. W wielu miejscach konflikty eskalowały do militarnych oblężeń przez armię szacha. Sam Báb został uwięziony, a w końcu stracony w 1850 roku.
Bahaici uważają Bába za prekursora wiary bahai, ponieważ pisma Bába wprowadziły koncept „Tego, którego objawi Bóg” – mesjanistycznej postaci, której przybycie, w ujęciu bahaitów, zostało zapowiedziane w pismach wszystkich wielkich światowych religii. Bahá'u’lláh, założyciel wiary baha’i, stwierdził w 1863 roku że jest nim on sam. Grobowiec Baba, znajdujący się w mieście Hajfa (Izrael) stanowi ważne miejsce pielgrzymek dla bahaitów. Szczątki Bába zostały sprowadzone potajemnie z Iranu do Ziemi Świętej i w końcu złożone w grobowcu wzniesionym w miejscu wyraźnie wskazanym przez Bahá'u’lláha.
Bahá'u’lláh

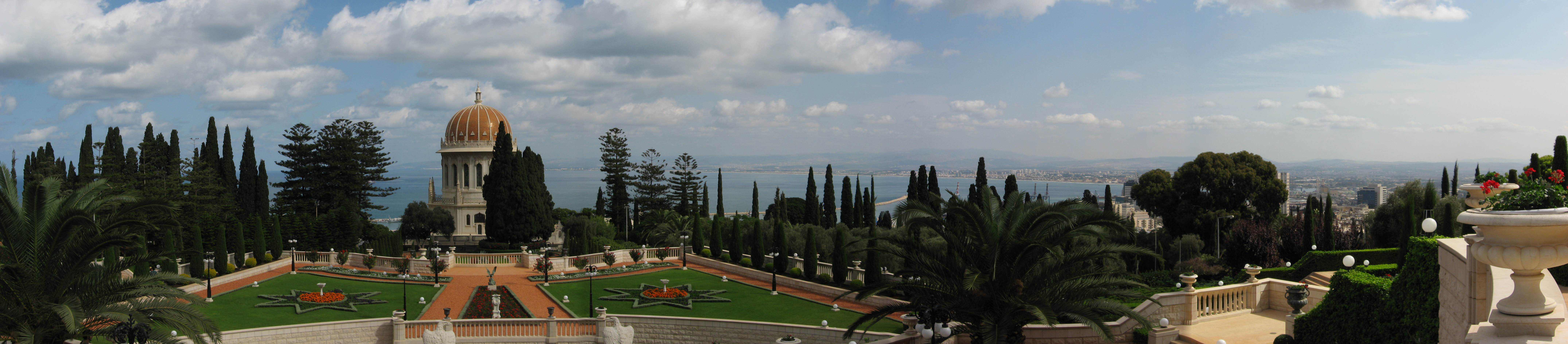
Ogrody bahaickie z mauzoleum Baba w Hajfie

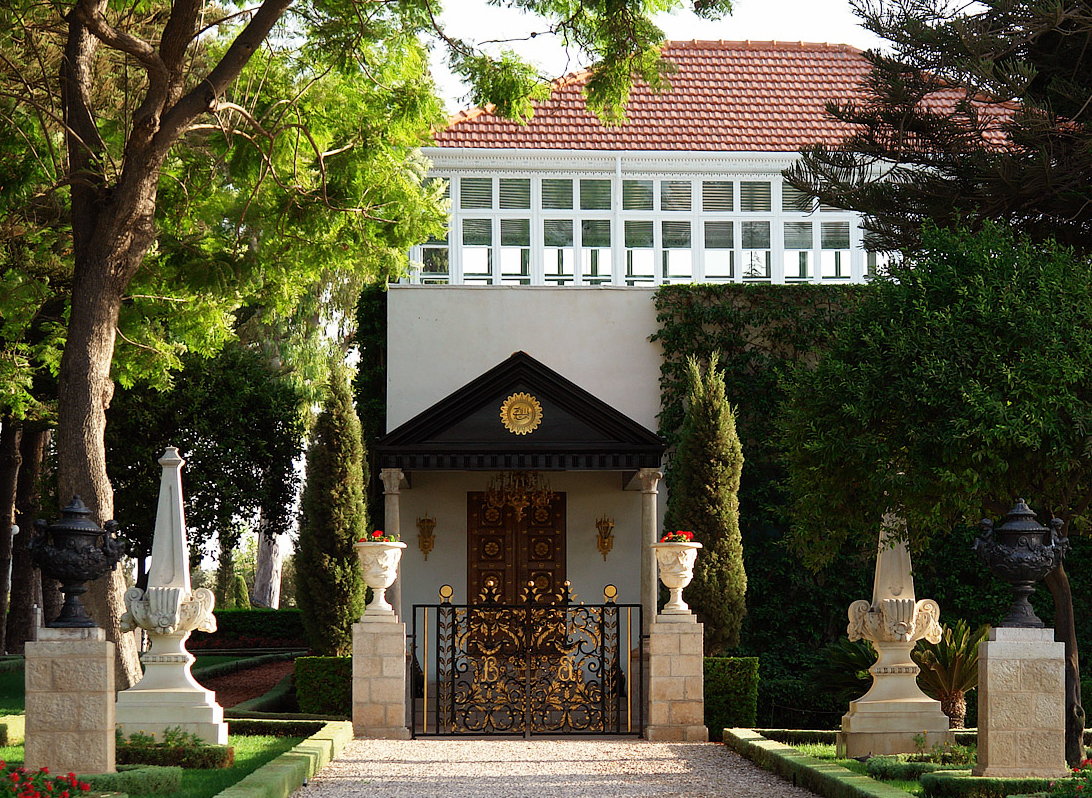
Mauzoleum Bahá'u’lláha

Mírzá Husajn 'Alí Núrí, który później przyjął imię Bahá'u’lláh (Chwała Boga) był jednym z pierwszych wyznawców Bába. Za to zaangażowanie został aresztowany i uwięziony w 1852 roku. Bahá'u’lláh relacjonuje, że w 1853, podczas uwięzienia w teherańskim lochu Síyáh Chál, otrzymał pierwsze przesłanie, że jest on tym, którego przyjście zapowiadał Báb.
Wkrótce potem został wydalony z Teheranu do Bagdadu w 1852, w Imperium Osmańskim, następnie do Konstantynopola (dzisiejszy Stambuł), później zaś do Adrianopola (dzisiejsze Edirne). W kwietniu 1863 roku, w momencie jego wygnania z Bagdadu do Konstantynopola, na spotkaniu rodziny i przyjaciół Bahá'u’lláh ogłosił swoje twierdzenie o przyniesieniu boskiego przesłania, oraz że on sam jest zapowiedzianym przez Baba nowym prorokiem.
Pomiędzy Bahá'u’lláhem a Subh-i-Azalem, wyznaczonym przywódcą babitów, który nie uznał roszczenia Bahá'u’lláha, rosły napięcia. W ciągu dalszego swojego życia, Bahá'u’lláh pozyskał lojalność większości babitów, którzy stali się później znani jako bahaici. Tym samym założył nową wspólnotę religijną odrębną od babizmu. Nowy ruch rozpowszechnił się za życia Bahá'u’lláha na Bliskim Wschodzie. Podobnie jak babizm, bahaizm został uznany przez ówczesny kler muzułmański za herezję, przez co od samego początku doświadczały go prześladowania.
Rozpoczynając od 1866 roku, Bahá'u’lláh rozpoczął głosić swoją misję jako „Posłaniec od Boga” w listach do światowych przywódców religijnych oraz świeckich, między innymi do papieża Piusa IX, Napoleona III oraz królowej Wiktorii.
W 1868 roku Bahá'u’lláh został wygnany przez sułtana Abdülaziza po raz ostatni do karnej kolonii w mieście Akka (dzisiejszy Izrael), w Imperium Osmańskim. Pod koniec życia, surowe i srogie podejście więzienne zostało stopniowo złagodzone, i pozwolono mu zamieszkać w domu w pobliżu Akki, mimo tego, że oficjalnie wciąż pozostawał więźniem tego miasta. Tam zmarł w 1892 roku. Bahaici uważają miejsce jego spoczynku w Bahji, w Izraelu, za Qiblih, czyli miejsce, do którego zwracają się podczas modlitwy obowiązkowej każdego dnia. Podczas swojego życia, Bahá'u’lláh pozostawił szeroki wybór pism. Kitáb-i-Aqdas (Najświętsza Księga), oraz Kitáb-i-Íqán (Księga Pewności) są uważane za główne dzieła teologiczne, a Słowa Ukryte oraz Siedem Dolin za traktaty mistyczne.
'Abdu’l-Bahá
Po śmierci Bahá'u’lláha, przewodnictwo nad bahaizmem przejął jego najstarszy syn – 'Abbás Effendi, który przyjął imię ‘Abdu’l-Bahá (Sługa Chwały Boga). Jego ojciec pozostawił testament, w którym wyznaczył ‘Abdu’l-Bahę na przywódcę bahaickiej wspólnoty, oraz na „Centrum Przymierza”, „Głowę Wiary”, oraz wyłącznego autorytatywnego interpretatora pism Bahá'u’lláha.
‘Abdu’l-Bahá dzielił z ojcem długoletnie wygnanie oraz uwięzienie, które trwało aż do momentu uwolnienia w 1908 w rezultacie nadejścia rewolucji tzw. Młodych Turków. ‘Abdu’l-Bahá rozpoczął wówczas dynamiczną akcję misyjną i prowadził życie wypełnione podróżami, przemówieniami, nauczaniem, oraz utrzymywaniem korespondencji ze wspólnotami wyznawców oraz indywidualnymi osobami, wyjaśniając zasady Wiary Bahai. W latach 1911–1913 podróżował do Europy, Indii i Stanów Zjednoczonych, gdzie zdobył rzesze wyznawców spoza kręgu kultury islamu. On też zorganizował w Hajfie centrum życia religijnego bahaitów.

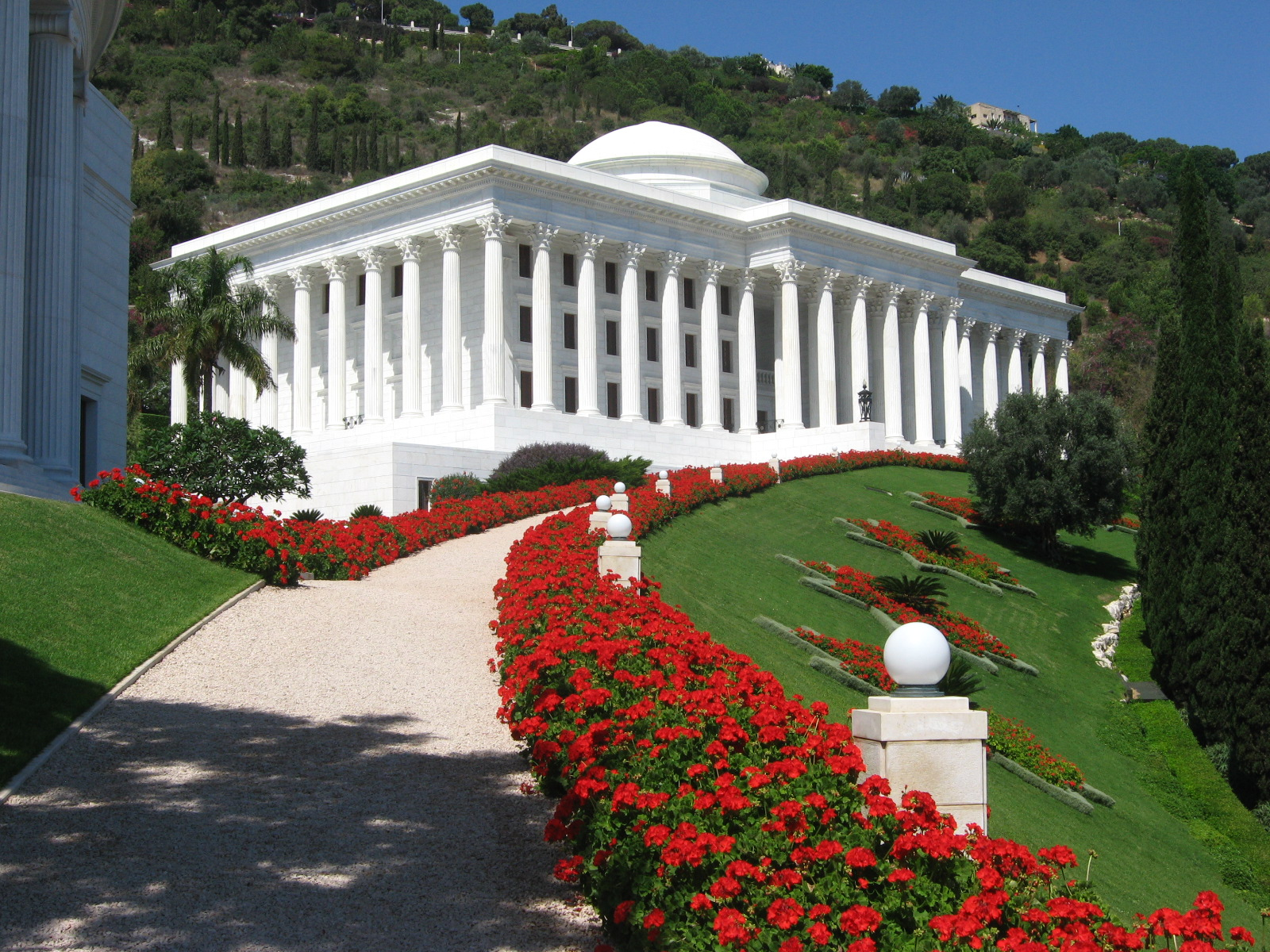
Siedziba Powszechnego Domu Sprawiedliwości w Hajfie

Shoghi Effendi podczas swojego życia podjął wiele działań w celu rozszerzenia i umocnienia religii w świecie. Między innymi, tłumaczył pisma bahaickie z języka perskiego i arabskiego na angielski; rozwijał światowe plany rozprzestrzeniania wspólnoty bahaickiej; rozwinął Światowe Centrum Baha’i; prowadził bardzo szeroką korespondencję ze wspólnotami oraz indywidualnymi osobami z całego świata; zbudował administracyjną strukturę wspólnoty, przygotowując wspólnotę na wybór Powszechnego Domu Sprawiedliwości.[3] Shoghi Effendi zmarł w 1957 roku w warunkach, które nie pozwoliły na wyznaczenie jego następcy.
Administracja bahaicka
Księga Praw Bahá'u’lláha Kitáb-i-Aqdas oraz dokument Wola i Testament ‘Abdu’l-Bahy stanowią kamienie węgielne bahaickiego porządku administracyjnego. Bahá'u’lláh ustanowił instytucję wybieranego ciała administracyjnego, czyli Powszechnego Domu Sprawiedliwości, a ‘Abdu’l-Bahá ustanowił wyznaczoną i dziedziczoną instytucję Strażnika oraz wyjaśnił relację pomiędzy tymi dwoma instytucjami. W swojej Woli i Testamencie, ‘Abdu’l-Bahá wyznaczył swojego najstarszego wnuka, Shoghi Effendi, na pierwszego Strażnika Wiary Bahá'í. Shoghi Effendi był ostatnim jednoosobowym przywódcą bahaizmu. Po jego śmierci w 1957 roku bahaici powołali jako organ zwierzchni dziewięcioosobową, wybieralną co pięć lat, radę kierowniczą pod nazwą Powszechnego Domu Sprawiedliwości (zgodnie z Pismami Baha’u’llaha), która do dziś stoi na straży doktryny religii wyznaczonej przez Baha’u’llaha.
Bahaizm jest religią bez duchowieństwa i obrzędów kultowych (jedyną wspólną ceremonią, podczas której bahaici odmawiają wspólną modlitwę jest ceremonia pogrzebowa). Na lokalnym, regionalnym i narodowym szczeblu, bahaici wybierają, w tajnych i demokratycznych wyborach, ale bez prowadzenia agitacji, członków dziewięcioosobowych Zgromadzeń Duchowych, które zajmują się sprawami tej wspólnoty religijnej. Również indywidualnie wyznaczone osoby pełnią na szczeblach lokalnym, narodowym, kontynentalnym i międzynarodowym funkcję propagatora nauk i zajmują się ochroną wspólnoty. Te indywidualne osoby nie służą jako kler, którego wiara Bahá'í nie ma. Bahaizm kierowany jest przez wybieralną, dziewięcioosobową radę tzw. Powszechny Dom Sprawiedliwości, która ma siedzibę w Hajfie na zboczach góry Karmel. Powszechny Dom Sprawiedliwości, wybrany po raz pierwszy w 1963 roku, pozostaje sukcesorem i najwyższym organem administracyjnym i zarządzającym Wiary Bahá'í, a jego 9 członków wybieranych jest co pięć lat przez członków Narodowych Zgromadzeń Duchowych. Każdy mężczyzna po ukończeniu 21. roku życia kwalifikuje się do tego, aby zostać wybranym do Powszechnego Domu Sprawiedliwości. Wszystkie inne funkcje są otwarte dla dorosłych mężczyzn i kobiet.
Międzynarodowe Plany Wieloletnie
W 1937 roku Shoghi Effendi zapoczątkował siedmioletni plan dla bahaitów Ameryki Północnej, po którym nastąpił kolejny plan w 1946 roku. W 1953 roku rozpoczął pierwszy międzynarodowy plan tzw. Dziesięcioletnią Światową Wyprawę. Ten plan składał się z niezwykle ambitnych planów rozprzestrzenienia wspólnot bahaickich oraz ich instytucji, tłumaczenie tekstów bahaickich na kilka nowych języków, oraz wysłanie bahaickich pionierów do krajów i narodów, do których wcześniej nie dotarli bahaici. Shoghi Effendi ogłosił w listach podczas tego Planu Dziesięcioletniego, że po nim nastąpią inne plany pod kierownictwem Powszechnego Domu Sprawiedliwości. Dom Sprawiedliwości zapoczątkował następny dziewięcioletni plan w 1964 roku oraz kolejne wieloletnie plany o różnej długości i celach, prowadząc kierunek rozwoju wspólnoty bahaickiej.
Od 1996 roku Dom Sprawiedliwości kierował wspólnotami narodowymi aby przygotować je na rozszerzenie na dużą skalę, tworząc nowe instytucje oraz instytut szkolenia. Bahaici na całym świecie są obecnie zachęcani aby skoncentrować swoje wysiłki na prowadzeniu otwartych dla wszystkich ludzi zajęć dla dzieci i młodzieży, spotkań modlitewnych, oraz systematycznego studiowania religii w formie zajęć, zwanych kółkami studiujących. W latach 2001–2021 planowane są cztery plany pięcioletnie, których kulminacją będzie setna rocznica śmierci ‘Abdu’l-Bahy.

## Demografia
Opublikowany przez bahaickie instytucje dokument z 1986 roku mówił o 4,74 miliona bahaitów, a wzrost wspólnoty odbywał się na poziomie 4,4% rocznie. Źródła bahaickie od 1991 roku zwykle określają wielkość światowej wspólnoty na ponad 5 milionów. Encyklopedia World Christian Encyclopedia, 2001, szacowała, że w 2000 roku było 7,1 miliona bahaitów na świecie, którzy reprezentowali 218 krajów.

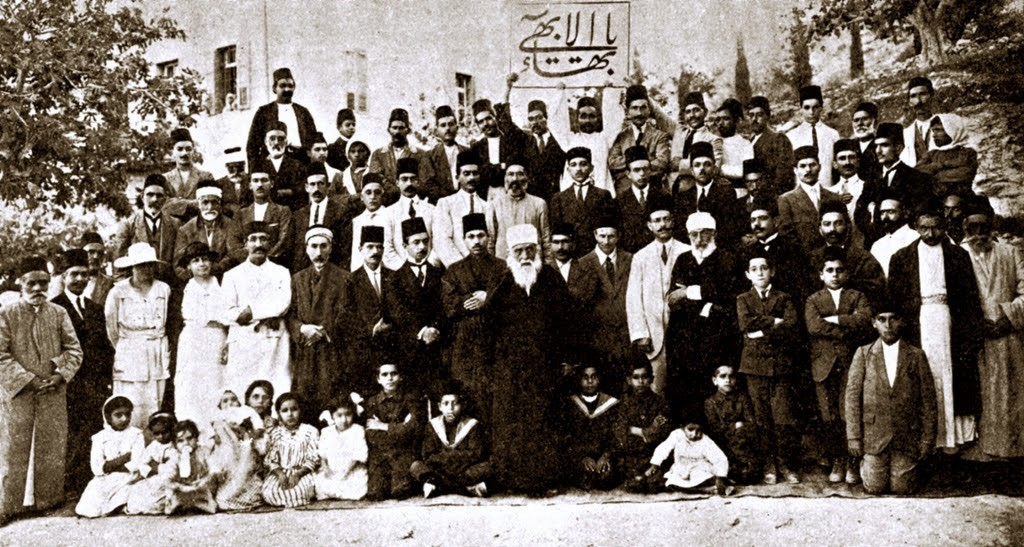
Abdu’l-Baha wraz z pielgrzymami na Górze Karmel, Haifa, listopad 1919

Od momentu powstania w Persji oraz Imperium Osmańskim, aż po XX wiek, spora liczba wyznawców zamieszkiwała południową i południowzachodnią Azję, Europę oraz Amerykę Północną. Podczas lat 50. i 60. szeroko zakrojone działania zapewniły dotarcie religii do praktycznie każdego kraju czy terytorium świata. W latach 90. XX wieku, bahaici rozwijali programy systematycznego umocnienia wspólnoty, a początek XXI wieku wzmocnił napływ nowych wyznawców na całym świecie. Wiara bahá'í jest obecnie największą religijną mniejszością w Iranie.
Według The World Almanac and Book of Facts 2004: „większość bahaitów zamieszkuje Azję (3,6 miliona), Afrykę (1,8 miliona), oraz Amerykę Łacińską (900.000). Według niektórych obliczeń, największa wspólnota bahaicka na świecie jest w Indiach (2,2 miliona), następnie w Iranie (350.000), oraz w Stanach Zjednoczonych (150.000). Poza tymi trzema krajami, wielkość wspólnot jest ogromnie zróżnicowana”.
Książka The Britannica Book of the Year (1992–obecnie) podała, że religia baha’i jest drugą najbardziej rozprzestrzenioną na świecie (pod względem liczby krajów) niezależną światową religią. Britannica podaje, że religia ta jest ustanowiona w 247 krajach i terytoriach; reprezentuje ponad 2.100 grup etnicznych, rasowych czy plemiennych; ma siedem milionów wyznawców na całym świecie (2002); pisma tej religii są przetłumaczone na ponad 800 języków.
Religia bahai została umieszczona na drugim miejscu w rankingu magazynu FP, pod względem szybkości rozwoju pod względem procentowym (1,7%) w 2007.

## Doktryna i kult
Trzy podstawowe zasady stanowią fundament nauk i doktryny bahaickiej: jedność Boga, jedność religii, oraz jedność ludzkości. Z tych trzech założeń wyłania się wierzenie, że Bóg co pewien czas objawia swoją wolę poprzez boskich nauczycieli, których celem jest dokonanie przemiany ludzkiego charakteru oraz rozwinięcie w tych, którzy odpowiedzą na ich nauki, moralnych i duchowych cech. Historia religii, jako całość, uważana jest za uporządkowaną, zjednoczoną oraz postępującą od jednego do kolejnego wieku.

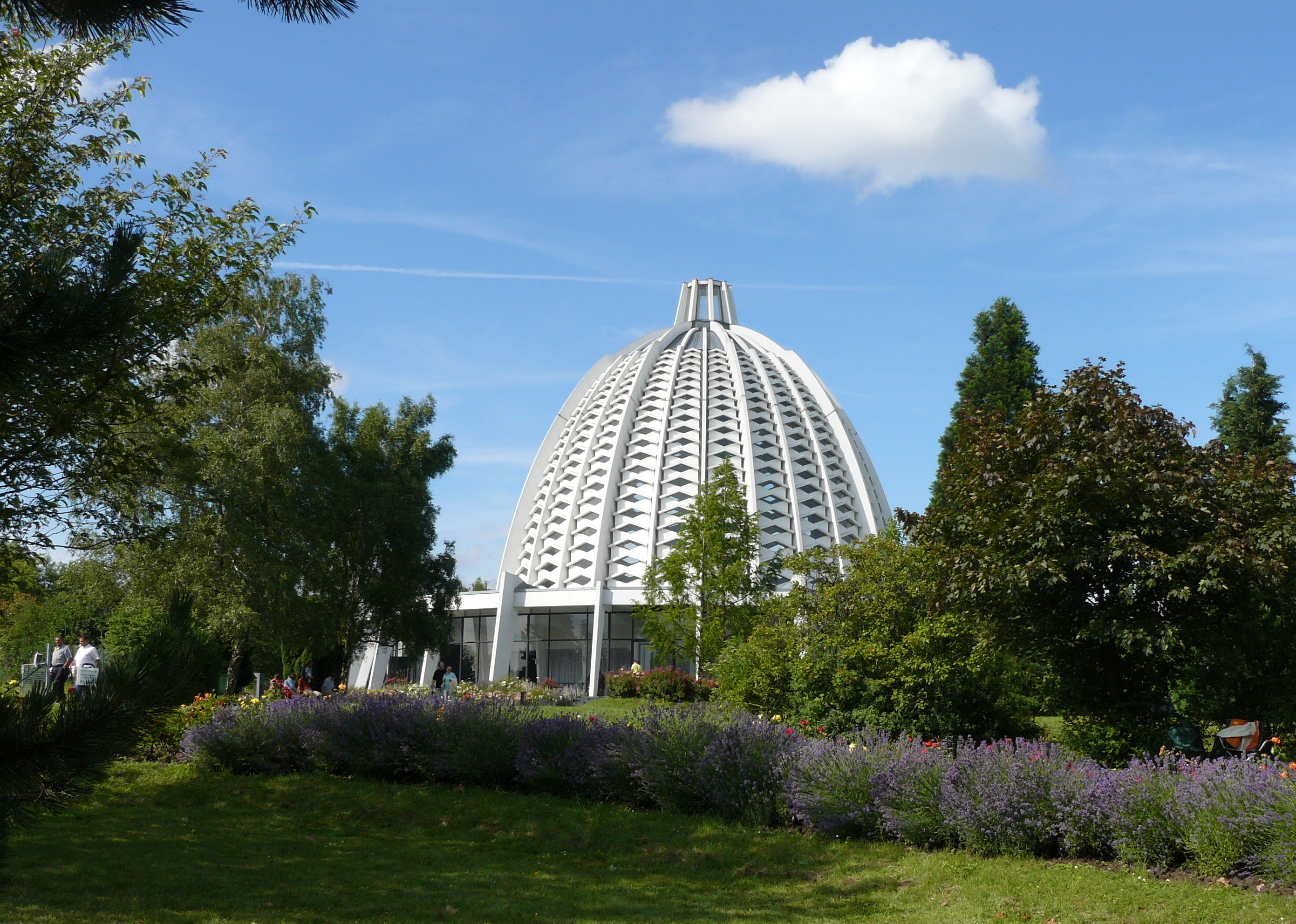
Bahaicki Dom Modlitwy w Langenhein pod Frankfurtem w Niemczech

### Bóg
Bahaici przyjmują wiarę w jednego Boga. Pisma bahaickie opisują Boga jako pojedynczego, osobowego, niedostępnego, wszechwiedzącego, nieprzemijającego i wszechmogącego, stwórcę wszystkich rzeczy we wszechświecie. Uważa się, że istnienie Boga i wszechświata jest wieczne, bez początku i bez końca. Mimo że jest bezpośrednio nieosiągalny, Bóg jest jednak świadomy stworzenia oraz wyraża swoją wolę i cel przez posłańców określonych jako objawiciele boży.
Nauki bahaickie określają, że Bóg jest zbyt wielki, aby istoty ludzkie mogły go pojąć, lub aby mogły samodzielnie stworzyć jego pełny i wierny obraz. Ludzkie zrozumienie Boga odbywa się poprzez objawicieli bożych. W religii bahá’í, Bóg określany jest za pomocą tytułów, cech oraz przymiotów, np. „Wszechpotężny”, „Wszystkomiłujący” etc. Przywiązuje się szczególną wagę do monoteizmu. Doktryna o Trójcy Świętej jest odrzucana przez bahaiów głoszących, „że Bóg jest jeden i nie ma sobie równych”. Bahaici głoszą, że przymioty przypisywane Bogu służą temu, aby przełożyć je na cechy człowieka oraz aby pomóc ludziom skoncentrować się na nich i rozwinąć ich potencjał na duchowej ścieżce rozwoju. Według nauk bahaickich celem człowieka jest poznać i kochać Boga poprzez takie praktyki jak modlitwa czy medytacja.

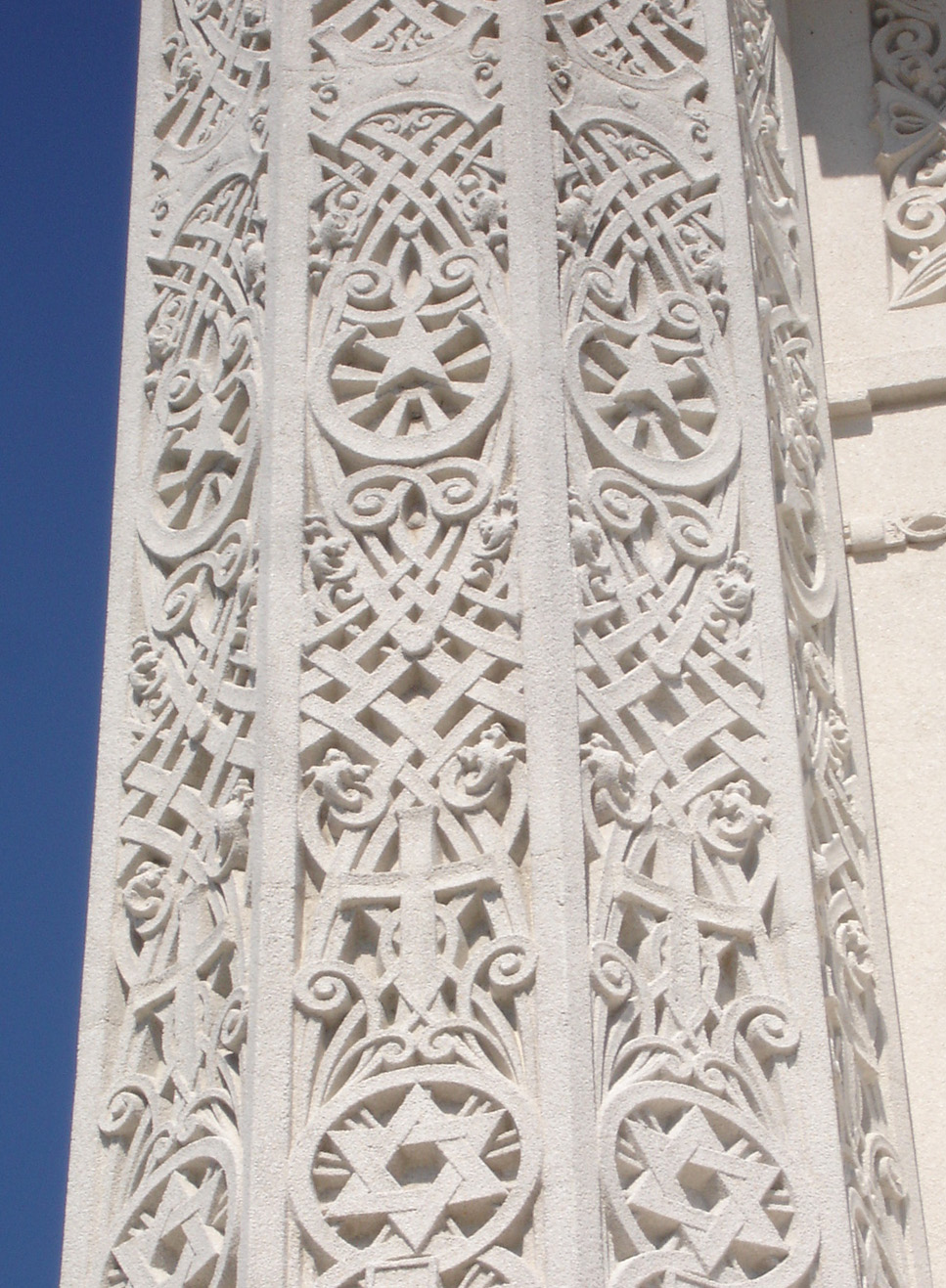
Symbole wielu religii na filarze świątyni bahaickiej w Wilmette, koło Chicago, Stany Zjednoczone

### Religia
Bahaicki pogląd na postępujące objawienia religijne wyraża się w tym, że akceptują oni słuszność większości światowych religii, których założyciele i centralne postaci uważane są za posłańców bożych. Historia religijna jest interpretowana jako cykl objawień, podczas których każdy objawiciel przynosi nieco szersze i bardziej rozwinięte objawienie, dopasowane do czasu i miejsca, w którym zostało przekazane. Specyficzne społeczne nauki (takie jak kierunek modlącego się podczas modlitwy, czy ograniczenia dietetyczne) mogą zostać zniesione przez kolejnego objawiciela, tak aby mógł zostać ustanowiony bardziej stosowny wymóg dla danego czasu i miejsca. Jednakże niektóre ogólne zasady takie jak np. dobrosąsiedzka życzliwość, dobroczynność, poszanowanie życia, sprawiedliwość itp., widziane są jako wartości uniwersalne i spójne z większością głównych religii świata. W wierzeniu bahaickim, przyjmuje się, że ten proces postępującego objawienia nie będzie miał końca; jednakże, uważany jest za proces cykliczny. Bahaici nie oczekują ukazania się nowego objawiciela wcześniej niż za tysiąc lat od objawienia Bahá'u’lláha (tj. nie wcześniej niż po 2863 roku). Wówczas, nowy objawiciel, jak twierdzą bahaici, dopełni i rozwinie dalej obecne objawienie.

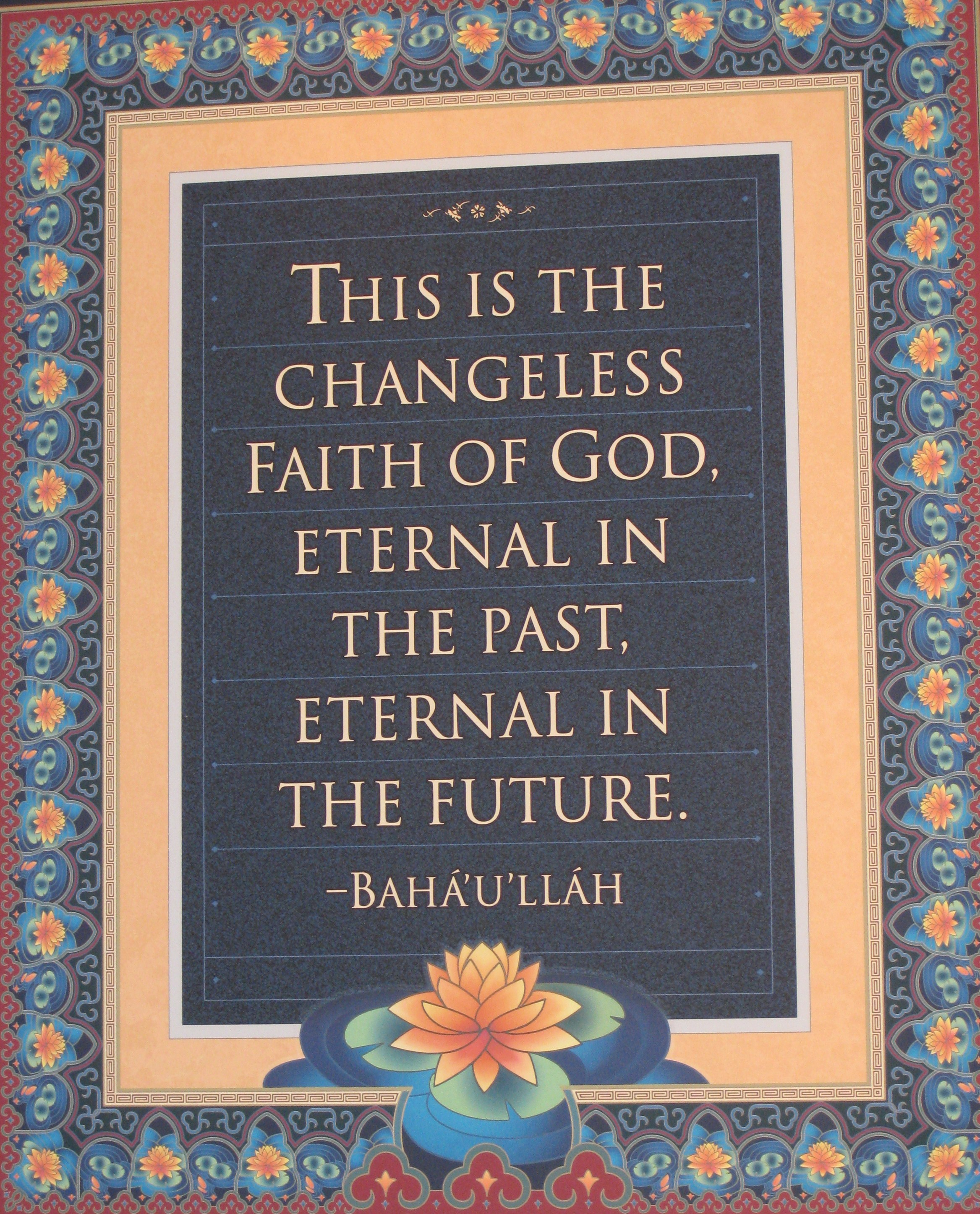
Fragment z pism Baha’u’llaha: „Oto niezmienna wiara Boga, wieczna w przeszłości i wieczna w przyszłości.”

Wierzenia bahaickie są często opisywane jako synkretyczne połączenie wierzeń wcześniejszych religii, takich jak wierzenia staroarabskie, islam, judaizm, hinduizm, zaratusztrianizm, buddyzm, chrześcijaństwo i babizm. Istnieją poglądy, że bahaizm chce połączyć w sobie wszystko to co najlepsze z powstałych przed nim wielkich światowych religii. Jednakże bahaici twierdzą, że ich religia stanowi odrębną tradycję z własnymi pismami, naukami, prawami oraz historią. Jej pochodzenie religijne, osadzone w szyickim islamie, widziane jest w analogiczny sposób do tego w jaki chrześcijaństwo zostało ustanowione na podłożu judaizmu. Bahaici opisują swoją religię jako niezależną światową religię, która różni się od poprzednich tradycji religijnych dopasowaniem nauk Bahá'u’lláha do wymogów współczesności. Bahaici wierzą, że Bahá'u’lláh wypełnił mesjanistyczne oczekiwania tych wcześniejszych religii.
Istnieje pogląd, że bahaizm dąży do stworzenia jednej monoteistycznej religii światowej. Jednakże w oparciu o słowa założyciela bahaizmu: „jest to wieczna wiara Boga, niezmienna w przeszłości i niezmienna w przyszłości”, bahaici uważają, że wszystkie poprzednie religie stanowią nieprzerwany ciąg jednej i tej samej religii. Na tej podstawie, wyznawcy poprzednich światowych religii, mogą uznać swoje wspólne dziedzictwo, jednej wspólnej religii. Bóg, który jest autorem „systemu wiedzy nazwanego religią, w trakcie trwającego procesu objawienia demonstruje integralność tego systemu i jego niezależność od sprzeczności narzuconych mu przez rozłamowe ambicje. Dzieło każdego objawiciela Boga ma autonomię i autorytet, które wykraczają poza ocenę; stanowi także etap nieograniczenie rozwijającej się jedynej rzeczywistości.”.

### Człowiek

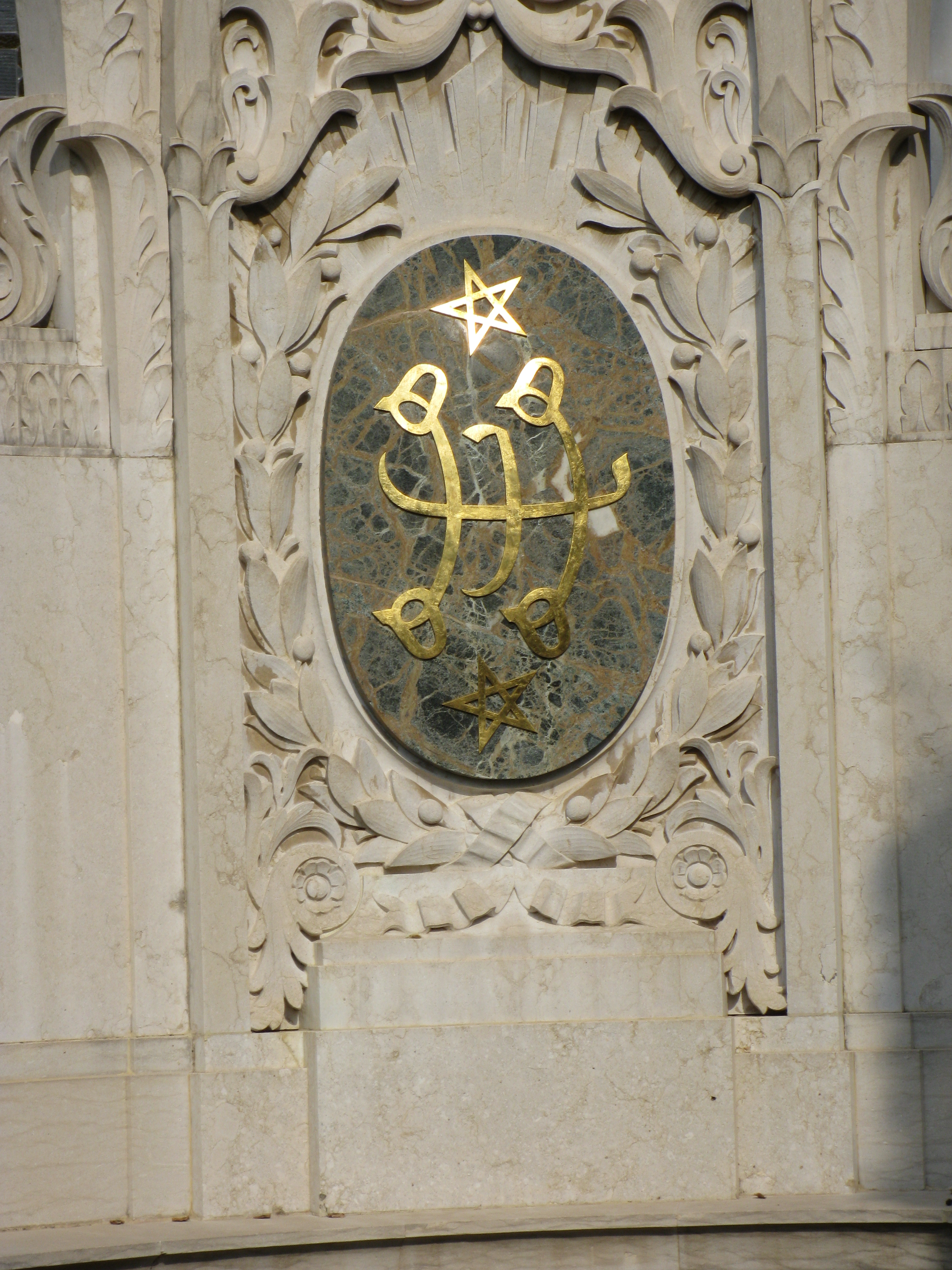
Symbol bahaicki przedstawiający relację między ludźmi, objawicielami bożymi a Bogiem

Pisma bahaickie mówią, że ludzkie istoty mają „racjonalną duszę”, a to z kolei, daje im unikalną zdolność uznania pozycji Boga oraz relacji ludzkości z jej stwórcą. Każdy człowiek, jak uważa się w bahaizmie, ma obowiązek rozpoznania Boga poprzez jego posłańców, oraz życia w zgodzie z ich naukami. Do zadań bahaity należy nie tylko rozpoznanie Boga, lecz także posłuszeństwo, służba ludzkości, regularna modlitwa oraz praktyki duchowe, dzięki którym, jak twierdzą pisma bahaickie, dusza zbliża się do Boga. To zbliżenie, wedle wierzeń bahaickich, stanowi duchowy ideał. Kiedy człowiek umiera, dusza przechodzi do następnego świata, gdzie duchowy rozwój człowieka osiągnięty za życia w fizycznym świecie staje się podstawą do osądzenia i dalszego rozwoju w świecie duchowym. Niebo (raj) i piekło uważane są za duchowy stan bliskości lub oddalenia od Boga opisujący relacje w tym i przyszłym świecie, nie zaś za fizycznie istniejące miejsca nagrody i kary przyznawanych po śmierci.
Pisma bahaickie podkreślają podstawową jedność istot ludzkich, oraz zniesienie wszelkich form uprzedzeń. Ludzkość uważana jest za jedność, choć zróżnicowaną w swoim charakterze. Jej różnorodność ras i kultur widziana jest jako godna docenienia i aprobaty. Doktryny rasizmu, nacjonalizmu, podziału na klasy społeczne, hierarchię opartą na przynależności do płci, uważane są za sztucznie ustanowione zapory na drodze do jedności. Nauki bahaickie stwierdzają, że zjednoczenie ludzkości jest sprawą najwyższej wagi wobec religijnego i politycznego stanu dzisiejszego świata.

## Nauki
Shoghi Effendi, wyznaczony głową religii bahá'í w latach 1921 do 1957, napisał następujący skrót tego co uważał za wyróżniające zasady nauk bahaizmu, które, jak powiedział, razem z prawami i zarządzeniami zawartymi w bahaickiej księdze praw Kitáb-i-Aqdas, stanowią fundament Wiary Bahá'í:
Niezależne poszukiwanie wiary, niezmącone przez przesądy i tradycję; jedność całej rasy ludzkiej, główna zasada i fundamentalna doktryna Wiary; podstawowa jedność wszystkich religii; potępienie wszelkich form uprzedzeń, czy to religijnych, czy rasowych, klasowych czy narodowych; harmonia, która musi istnieć pomiędzy religią a nauką; jedność kobiet i mężczyzn, dwóch skrzydeł na których ptak ludzkości może szybować; wprowadzenie obowiązkowej edukacji; przyjęcie powszechnego pomocniczego języka; zniesienie skrajnego bogactwa i ubóstwa; instytucja światowego trybunału dla rozsądzania sporów między narodami; wyniesienie pracy, wykonywanej w duchu służby, do rangi oddawania czci Bogu, pochwała sprawiedliwości jako głównej zasady rządzącej ludzką społecznością, oraz religii jako ostoi dla ochrony ludów i narodów; oraz ustanowienie stałego i powszechnego pokoju jako najważniejszego celu całej ludzkości – te oto zasady wyłaniają się jako podstawowe elementy [które głosił Bahá'u’lláh].
Nauki społeczne
Następujące zasady często cytowane są jako krótkie streszczenie nauk bahaickich. Pochodzą one z transkrypcji przemówień, które wygłosił Abdu’l-Bahá, syn Bahá'u’lláha, podczas swoich podróży do Europy i Ameryki Północnej w 1912 roku. Lista nie jest autorytatywna i w obiegu istnieje wiele podobnych list.
- Jedność Boga.
- Jedność religii.
- Religia powszechna zbudowana na wspólnej bazie wielkich religii.
- Jedność rodzaju ludzkiego.
- Niezależność w poszukiwaniu prawdy.
- Zniesienie wszelkich form uprzedzeń.
- Harmonia pomiędzy religią a wiedzą.
- Równość kobiet i mężczyzn.
- Powszechny język pomocniczy.
- Powszechna i obowiązkowa edukacja.
- Duchowe rozwiązanie problemów gospodarczych.
- Światowy pokój.
- Zniesienie skrajności ubóstwa i bogactwa.
- Posłuszeństwo wobec rządu oraz nie angażowanie się w politykę podziałów.
- Unia światowa rządzona przez przedstawicieli wszystkich narodów.

Co się tyczy osiągnięcia światowego pokoju, Bahá'u’lláh zapisał obejmujący cały świat system wspólnego bezpieczeństwa, jako niezbędny element ustanowienia trwałego pokoju.
Nauki mistyczne
Mimo że nauki bahaickie kładą duży nacisk na sprawy społeczne i etyczne, istnieje wiele tekstów i pism, które zostały określone jako mistyczne. Źródłem wiary bahaitów są święte księgi, czyli zbiór około stu pozycji zawierających spisane nauki Baha’u’llah’a (najważniejsza to „Kitab-i-Aqdas”, z pers. كتاب اقدس, czyli „Najświętsza Księga”). Siedem Dolin uważane jest za największe mistyczne dzieło Bahá'u’lláha. Zostało ono napisane do wyznawcy Sufizmu, w stylu poety Attara. To dzieło zostało po raz pierwszy przetłumaczone na język angielski w 1906 roku, stając się pierwszym dziełem Bahá'u’lláha dostępnym dla mieszkańców zachodniej półkuli. Słowa Ukryte to inna książka napisana przez Bahá'u’lláha w tym samym okresie. Zawiera ona 153 krótkie fragmenty, w których, jak twierdzi Bahá'u’lláh, zawarta jest esencja pewnych duchowych prawd uchwyconych w krótką formę.
Przymierze
Nauki bahaickie mówią w dwóch rodzajach przymierza: „większym” oraz „mniejszym.” Większe Przymierze widziane jest jako bardziej trwałe uzgodnienie pomiędzy Bogiem a ludźmi, wedle którego, objawiciel od Boga jest oczekiwany mniej więcej co tysiąc lat, w czasach niepokoju na ziemi. Człowiek, z kolei, jest wzywany do uznania nowego Objawiciela i podporządkowania się jego prawom. „Mniejsze Przymierze”, które widziane jest jako unikalne dla danego objawienia religijnego, stanowi umowę pomiędzy Posłańcem Boga a jego wyznawcami. Na to „mniejsze” przymierze składają się praktyki społeczne specyficzne dla danego objawienia oraz kwestia kontynuowania przywództwa religii, w obrębie trwania danego Objawienia. W obecnym czasie, czyli od 1863 roku, bahaici uważają objawienie Baha’u’llaha za mniejsze przymierze, które jest obowiązujące dla jego wyznawców. W pismach bahaickich trwanie w przymierzu widziane jest jako cnota, do której należy dążyć.
Ponieważ jedność jest nadrzędną i podstawową nauką tej religii, bahaici podążają za ustanowioną administracją, która, jak wierzą, jest zrządzona przez Boga i dlatego jakiekolwiek dążenia do schizmy i rozłamów widziane są jako stojące w sprzeczności z naukami Baha’u’llaha. Rozłamy miały miejsce w historii tej religii i występowały w momentach przekazywania sukcesji przywództwa. Jednakże dotychczasowe podziały wewnątrz religijne nie odniosły dużego sukcesu oraz także nie zdołały przyciągnąć liczebnej grupy wyznawców Wyznawcy takich podziałów uważani są za tych, którzy złamali przymierze i są unikami, a w zasadzie ekskomunikowani.

## Praktyki społeczne
Prawa

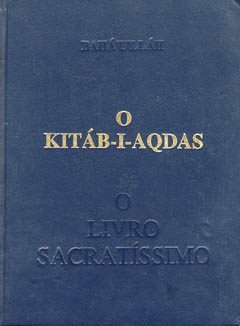
Okładka Kitab-i-Aqdas, Najświętszej Księgi Praw

Prawa Wiary Bahá'í pochodzą głównie z Kitáb-i-Aqdas, księgi praw napisanej przez Bahá'u’lláh’a. Oto niektóre przykłady podstawowych praw:
- Bahaici powyżej 15 roku życia powinni odmawiać modlitwę obowiązkową każdego dnia. Istnieją trzy takie modlitwy, spomiędzy których każdego dnia można wybrać jedną.
- Obmowa i plotkowanie są zabronione i potępiane.
- Dorośli bahaici (powyżej 15 roku życia) cieszący się dobrym zdrowiem, powinni przestrzegać dziewiętnastodniowego postu, który trwa od wschodu do zachodu słońca każdego roku od 2 do 20 marca.
- Bahaitom zakazane jest spożywanie alkoholu oraz przyjmowanie narkotyków, chyba że te przepisane są przez lekarza.
- Relacje seksualne są dozwolone jedynie pomiędzy mężem i żoną a związki poza i przedmałżeńskie, a także homoseksualne są zakazane dla bahaitów.
- Hazard jest zakazany.
- Praktykowane jest czytanie fragmentów pism bahaickich, a także możliwe jest czytanie innych świętych ksiąg objawionych (Bhagawadgita, Biblia, Koran itp.).
- Nakazana jest prawdomówność, posłuszeństwo wobec rządu kraju zamieszkania.

Podczas gdy niektóre prawa z księgi praw Kitáb-i-Aqdas są już obowiązujące a niektóre mogą zostać wprowadzone w pewnym stopniu przez bahaickie instytucje administracyjne. Bahá'u’lláh przewidział możliwość stopniowego wprowadzania praw, co zależy od istnienia w przeważającej mierze społeczeństwa bahaickiego. Prawa, jeśli nie są w bezpośrednim konflikcie z cywilnymi prawami kraju zamieszkiwania, obowiązują każdego bahaitę, a takie indywidualne prawa jak modlitwa czy post, są wyłącznym obowiązkiem indywidualnej osoby.
Praca

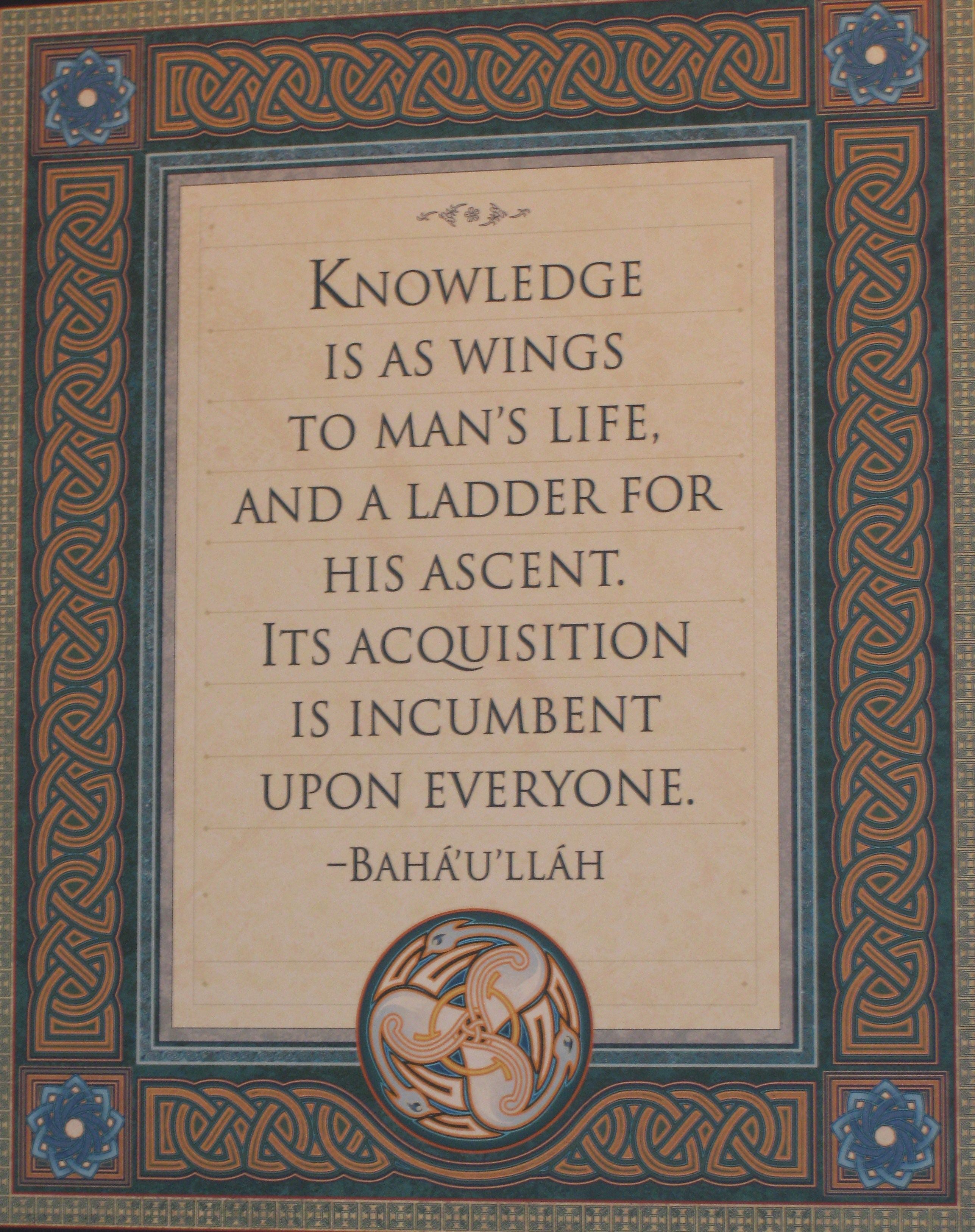
Fragment pism Baha’u’llaha: „Wiedza jest niczym skrzydła w życiu człowieka i drabina, dzięki której może się on wznieść. Na każdym spoczywa obowiązek zdobywania jej”

Życie zakonne czy klasztorne jest zakazane, a bahaici starają się rozwijać swoją duchowość podczas normalnego codziennego życia. Wykonywanie przydatnej pracy, na przykład, jest nie tylko wymagane, ale także uważane za formę oddawania czci Bogu. Bahá'u’lláh zabronił żebraczego czy ascetycznego sposobu życia, zachęcając bahaitów, aby „byli żywotnie zainteresowani” potrzebami społeczeństwa. Waga podejmowania trudu oraz służby dla dobra społeczeństwa jako części własnego duchowego rozwoju jest szerzej poruszona w pismach Bahá'u’lláha, gdzie oświadcza on, że praca wykonywana w duchu służby dla ludzkości w oczach Boga cieszy się tą samą rangą co modlitwa czy oddawanie czci Stwórcy.
Bahaickie Domy Modlitwy

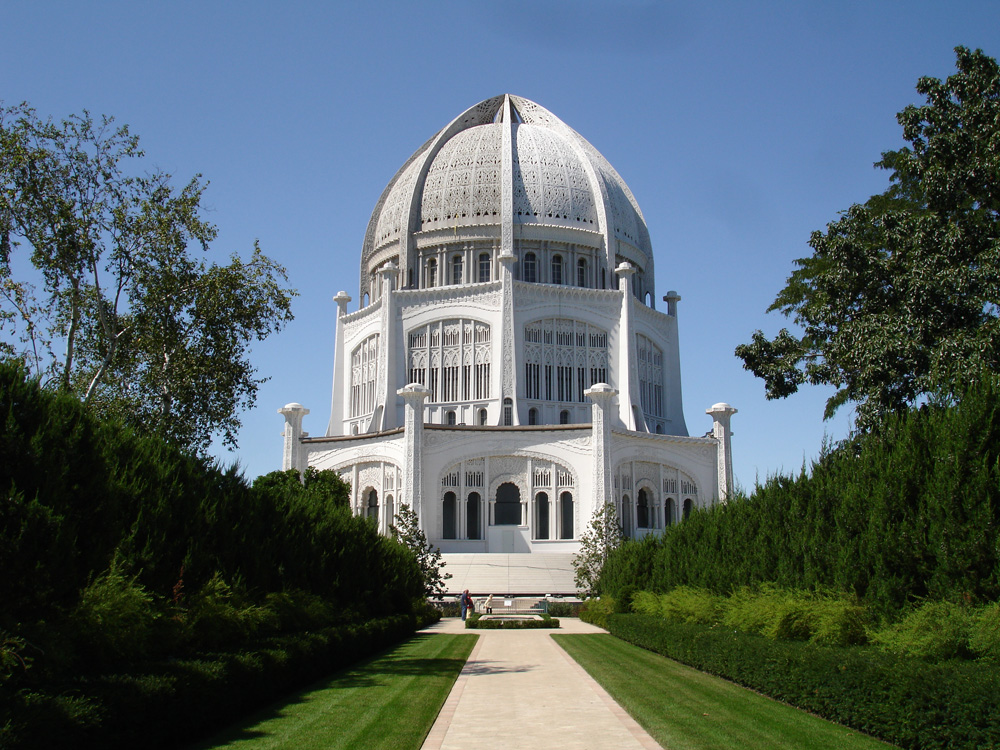
Dom Modlitwy w Wilmette, Illinois, USA

Większość spotkań bahaickich odbywa się w prywatnych domach, lokalnych centrach bahai lub w wynajętych do tego celu miejscach. Na całym świecie, istnieje 7 bahaickich domów modlitwy, po jednym w Europie, Ameryce Północnej, Ameryce Środkowej, Afryce, Australii, Azji oraz na wyspach Samoa. Ósma świątynia jest obecnie w trakcie budowy w Chile, w Ameryce Południowej. Pisma bahai nazywają świątynie określeniem „Mashriqu’l-Adhkár” (miejsce świtania wspomnienia o Bogu). W przyszłości wokół świątyń mają zostać stworzone centra szeregu instytucji pro społecznych, takich jak szpitale, uniwersytety itd. Pierwszy w historii Mashriqu’l-Adhkár w Aszchabadzie w Turkmenistanie został zniszczony podczas trzęsienia ziemi. Każdy człowiek, niezależnie od wyznawanej religii, może odwiedzać bahaickie domy modlitwy.
Kalendarz

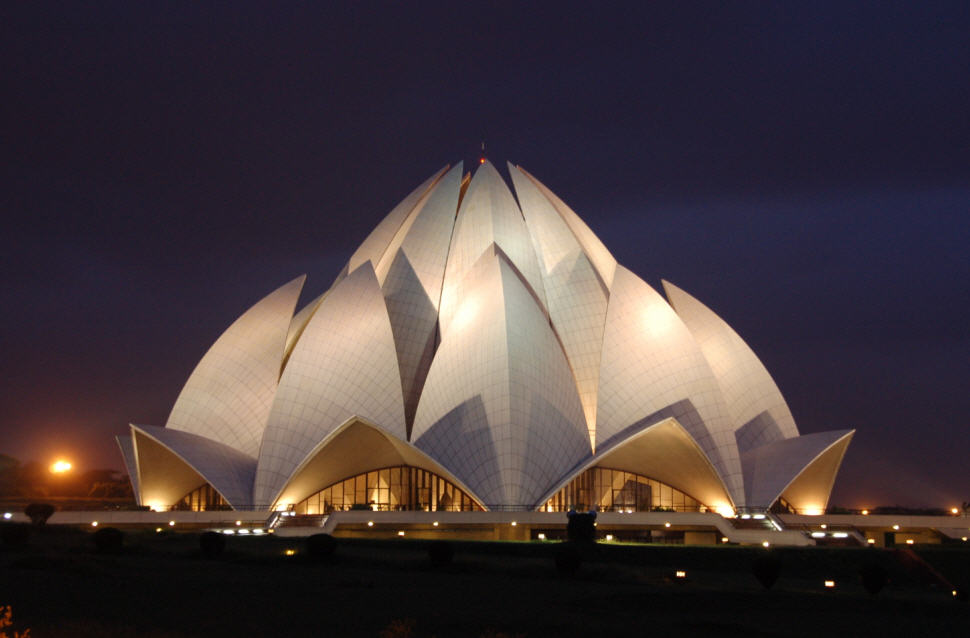
Dom Modlitwy w Indiach. Zwany jest także Świątynią Lotosu, z powodu swojego kształtu

Bahaici używają kalendarza liturgicznego ustanowionego przez proroka Baba dla babizmu. Rachuba czasu rozpoczyna się 21 marca 1844, rok trwa 19 miesięcy po 19 dni oraz 4 dni przestępne. Tydzień w bahaizmie zaczyna się w sobotę, a doba o zachodzie słońca. W kalendarzu bahaitów jest dziewięć świąt. Każdy bahaita zobowiązany jest do codziennej modlitwy, oraz do zachowania postu przez 19 dni w roku. (Święto Dziewiętnastego Dnia)
21 marca jest pierwszym Dniem Świątecznym, świętowanym przez bahaitów jako Naw Ruz. Dni Świąteczne i święta rocznicowe w kalendarzu bahaickim:
| Data                      | Święto                                  |
| ------------------------- | --------------------------------------- |
| 21 kwietnia – 2 maja 1863 | Święto Ridvan (Objawienie Bahá’u’lláha) |
| 23 maja 1844              | Objawienie Bába                         |
| 29 maja 1892              | Odejście Bahá’u’lláha                   |
| 9 lipca 1850              | Męczeńska śmierć Bába                   |
| 20 października 1819      | Urodziny Bába                           |
| 12 listopada 1817         | Urodziny Bahá’u’lláha                   |
| 26 listopada              | Dzień Przymierza                        |
| 28 listopada 1921         | Odejście ‘Abdu’l-Bahy                   |
| 2 marca – 20 marca        | Post                                    |
| 21 marca                  | Święto Naw-Ruz. Bahaicki Nowy Rok       |

Symbole

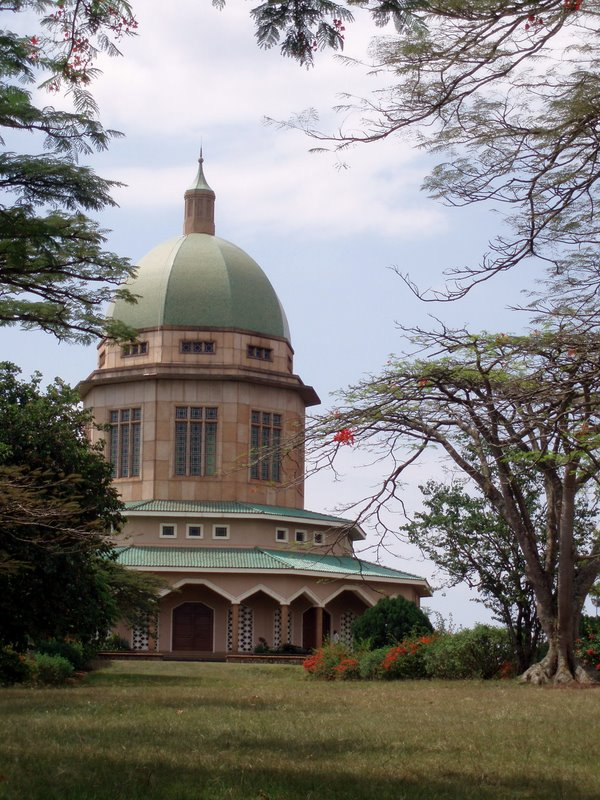
Dom Modlitwy w Ugandzie

Symbol pierścienny, symbolizujący jedność Boga, religii i ludzkości

Symbole religii wywodzą się od arabskiego słowa Bahá’(arab.بهاء, Baha blask lub wspaniałość, lub też „chwała”), którego numeryczna wartość wynosi 9, dlatego najbardziej powszechnym symbolem tej religii jest dziewięcioramienna gwiazda. Symbol liczby 9 przewija się, między innymi w kalendarzu liturgicznym (jest dziewięć głównych świąt), świątynie bahaickie budowane są na planie dziewięcioboku, a wspólnoty religijne, lokalnego, narodowego (wybierane co roku) i międzynarodowego szczebla (wybierane raz na pięć lat), administrowane są przez wybierane demokratycznie dziewięcioosobowe Rady Duchowe.
Można spotkać również symbol pierścienny, składający się z dwóch gwiazd przedzielonych stylizowanym zapisem słowa Bahá’, którego kształt ma przypominać trzy jedności. Inny symbol, to Największe Imię napisane w formie ozdobnej kaligrafii, przedstawiającej wyrażenie Yá Bahá'u’l-Abhá (يا بهاء الأبهى „O Chwało Najchwalebniejszego!”).

## Prześladowania
Ze względu na to, że bahaizm jest traktowany w krajach islamskich jako herezja, jest jedną z religii represjonowanych przez władze krajów muzułmańskich. Od początku swojego powstania religia była prześladowana w Persji i Imperium Osmańskim. W XX wieku największe prześladowania bahaitów miały miejsce w Iranie, w którym bahaizm jest traktowany jako apostazja od islamu i herezja w łonie religii państwowej – szyizmu. Najcięższe prześladowania miały miejsce w Iranie, gdzie od 1978 roku do 1998 ponad 200 bahaitów straciło życie. Prawa bahaitów zostały ograniczone w wielu innych krajach, w tym w Afganistanie, Algierii, Azerbejdżanie, w Egipcie czy Indonezji, Iraku, Maroku i kilku innych krajach położonych na południe od Sahary w Afryce.

### Iran
Spychanie na margines społeczny irańskich bahaitów przez obecne rządy ma swoje historyczne korzenie w prześladowaniach mniejszości religijnych przez kler szyicki. Kiedy Báb zaczął przyciągać nowe rzesze wyznawców, kler miał nadzieję zatrzymać rozprzestrzenianie się tego ruchu poprzez głoszenie, że wyznawcy tego ruchu są wrogami Boga. Te wytyczne kleru doprowadziły do podjęcia ataków przez tłum, oraz do publicznych egzekucji. Poczynając od dwudziestego wieku, oprócz represji skierowanych na indywidualnych bahaitów rozpoczęto prowadzić centralnie zarządzane kampanie, kierowane były przeciwko całej wspólnocie bahaickiej i jej instytucjom. W jednym przypadku, w mieście Yazd w 1903 roku, zabito ponad 100 bahaitów. Szkoły bahaickie, takie jak Tarbiyat dla chłopców i szkoły dla dziewcząt w Teheranie, zostały zamknięte w latach 30. i 40. XX wieku, bahaickie małżeństwa nie były uznawane przez państwo, literatura bahaicka była poddana cenzurze.
Podczas rządów Mohammada Rezy Pahlawiego, z powodów narastającego nacjonalizmu oraz pogłębiających się trudności ekonomicznych w Iranie, szach oddał kontrolę nad pewnymi religijnymi kwestiami w ręce kleru tego państwa. Rezultatem tej decyzji była kampania prześladowań skierowanych przeciw bahaitom. Zaaprobowana i skoordynowana kampania przeciw bahaitom (zamierzona aby wzniecić publiczny antagonizm przeciw bahaitom) rozpoczęła się w 1955 roku i wykorzystywała anty-bahaicką propagandę na antenie państwowego radia oraz w oficjalnych państwowych gazetach. W latach 70. reżim szacha stopniowo tracił zwolenników, a główną krytyką wobec jego rządów była jego pro-zachodnia polityka. W miarę jak ruch przeciw reżimowi szacha ugruntował się, rewolucyjna propaganda głosiła, że bahaici są pomiędzy doradcami szacha. Bahaici byli przedstawiani jako ekonomiczne zagrożenie dla kraju, jako zwolennicy Izraela oraz zachodu. W rezultacie takiej propagandy zwiększyła się dalej społeczna niechęć wobec bahaitów.

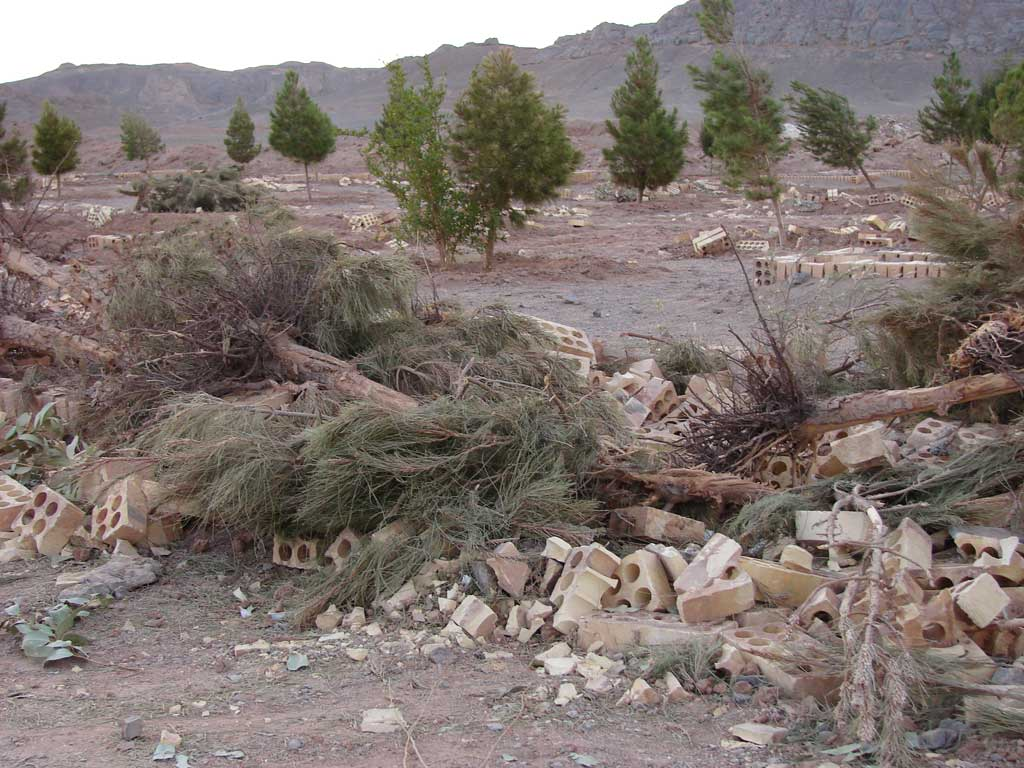
Zniszczony cmentarz bahaicki w Yazd, Iran

Od czasu Irańskiej rewolucji islamskiej w roku 1979 irańscy bahaici doświadczali regularnych represji: ich domy były plądrowane, zabraniano im możliwości uczęszczania na uniwersytet lub podejmowania prac w strukturach rządowych, kilkuset bahaitów skazano na karę więzienia za przekonania religijne, a niedawno, za uczestniczenie w spotkaniach, gdzie wyznawcy studiowali razem pisma bahaickie. Cmentarze bahaickie były sprofanowane, a prywatna własność odebrana a czasem niszczona, w tym dom Mírzy Buzurg, ojca Bahá'u’lláha. Dom Baba w Szirazie, jedno z trzech miejsc do których bahaici udają się na pielgrzymkę był niszczony dwukrotnie.
Według źródeł amerykańskich, ataki na bahaitów w Iranie nasiliły się od czasu, kiedy Mahmud Ahmadineżad został wybrany prezydentem. Komisja ds Praw Człowieka przy ONZ w 2005 roku ujawiniła treść poufnego listu wydanego przez Główne Biuro dowodzenia sił zbrojnych Iranu (Command Headquarters of the Armed Forces of Iran) aby identyfikować bahaitów i monitorować ich działalność.
Z tych powodów, Reporter Specjalny ONZ w oświadczeniu z 20 marca 2006, wyraził „zaniepokojenie, że informacje pozyskane z monitorowania będą użyte jako podstawa do zwiększenia prześladowań i dyskryminacji wobec członków Wiary Baha’i, co pogwałca międzynarodowe standardy. Reporter Specjalny jest zaniepokojony, że ten ostatni rozwój wydarzeń wskazuje, że sytuacja dotycząca mniejszości religijnych ulega pogorszeniu”. 14 maja 2008 roku, członkowie nieformalnego ciała znanego jako „Przyjaciele”, które zajmowało się potrzebami bahaickiej wspólnoty zostali aresztowani i osadzeni w więzieniu Evin. Sprawa sądowa przeciwko „Przyjaciołom” była kilkukrotnie odraczana, ale od 12 stycznia 2010 roku wreszcie zaczęła się toczyć. Inni obserwatorzy nie zostali wpuszczeni na salę sądową. Nawet obrońcy, którzy przez dwa lata mieli jedynie minimalny kontakt z oskarżonymi, mieli trudności w przedostaniu się na salę sądową. Przewodniczący Komisji do spraw Międzynarodowego Prawa Wolności Religijnej powiedział, że wydaje się, że rząd już zadecydował o wyniku sprawy oraz że narusza międzynarodowe prawa dotyczące praw człowieka.

## Krytyka
- Bahaizm jest szczególnie ostro krytykowany przez muzułmanów, ponieważ, według nich wiara baha’i podważa islamską koncepcję Mahometa jako „pieczęci proroków.” i przywłaszcza zasługi Islamu. Uniwersalność Boga, krytyka podziału na religie w duchu jedności została już wcześniej opisana w Koranie. (Sura 2, werset 136, 140).
- Bahaizm krytykuje się również za nieprzestrzeganie przez Bahá'u’lláha zasad babizmu (Bab odradzał poligamię) oraz ustanowionych przez niego samego praw, pozwalających na dwie żony (Bahá'u’lláh miał trzy żony). Również Abdu’l-Bahá po wprowadzeniu przez siebie zasad ścisłej monogamii pozwolił kilku bahaitom z Iranu na poślubienie dwóch żon.
- Kontrowersje wywołuje również oficjalna krytyka (od ok. 20–30 lat) kary śmierci jako nieludzkiej, mimo iż wprowadzenie jej zakładają już pisma samego Bahá'u’lláha (który pozostawił możliwość dożywotniego więzienia jako alternatywy[82]), znaczenie kary śmierci jako kary za zabójstwo i podpalenie podkreślał wielokrotnie Effendi[83].

## Bahaizm w Polsce
Bahaizm w Polsce zarejestrowany jest jako Związek Wyznaniowy Wiara Bahá'í. Polska wspólnota bahaicka liczy około 300 osób. Są to Polacy i przedstawiciele innych narodowości, mieszkający w różnych regionach kraju. Siedziba władz związku mieści się w Warszawie przy ulicy Lanciego 13. Związek został zarejestrowany w Polsce w 1992 roku. Mimo to, polscy bahaiści na spotkania wykorzystują głównie prywatne domy lub wynajęte sale. 
Polska wspólnota bahaicka charakteryzuje się rozproszeniem po całym kraju. Niewielkie grupy wiernych, a często nawet pojedynczy wyznawcy, zamieszkują różnorodne lokalizacje – od małych wiosek na południu Polski po osiedla w dużych miastach. Mniejsze wspólnoty bahaickie funkcjonują w Warszawie, Krakowie, Szczecinie, Olsztynie i Poznaniu. Z kolei w miastach takich jak Rzeszów, Białystok, Wrocław, Nowy Sącz, Gdańsk, Lublin czy Zielona Góra spotkać można pojedynczych wyznawców.
Polscy bahaici aktywnie uczestniczą w życiu wspólnot bahaickich rozsianych po całym świecie, włączając w to kraje takie jak Kanada, Francja, Niemcy, Holandia, Anglia, Irlandia, Stany Zjednoczone, Japonia oraz Brazylia.

## Literatura bahaicka
- ‘Abdu’l-Bahá: „Odpowiedzi”, zebrane przez Laurę Clifford Barney. Przekład z angielskiego „'Abdu’l-Bahá, Some Answered Questions”: Lidia Zamenhof. Bahá'í-Verlag GmbH Deutschland, 1985
- Bahá'u’lláh: „Słowa ukryte”. Przekład angielski: Shoghi Effendi, z angielskiego „The Hidden Words”: Lidia Zamenhof. Bahá'í-Verlag GmbH Deutschland, 1979
- Bahá'u’lláh, Báb, ‘Abdu’l-Bahá: „Modlitwy”, wybór modlitw, Bahá'í-Verlag GmbH Deutschland, 1991
- „Bahá'u’lláh”: Komitet Wydawniczy Narodowego Zgromadzenia Duchowego Baháitów w Polsce, 1992
- „Drogi osiągnięcia pokoju”: streszczenie „Obietnicy Światowego Pokoju”. Bahá'í-Verlag GmbH Deutschland, 1990
- Esslemont, J.E.: „Bahá'u’lláh i nowa era. Wprowadzenie do wiary bahá'í”. Przekład z angielskiego „Bahá'u’lláh and the New Era”: Lidia Zamenhof. Wydawnictwo Międzynarodowego Biura Bahá'í, Genewa, 1940
- Grossmann, Hermann: „Czym jest religia bahá'í...” Przekład z niemieckiego „Was ist die Bahá'í-Religion”. Bahá'í-Verlag GmbH Deutschland
- Obietnica Światowego Pokoju, orędzie Powszechnego Domu Sprawiedliwości do ludów świata. Przekład z angielskiego „The Promise of World Peace”. Bahá'í-Verlag GmbH Deutschland, 1986
- „Religia Bahá'í – Droga do pokoju”: folder informacyjny. Bahá'í-Verlag GmbH Deutschland
- „Wiara Bahá'í”: folder Biura informacyjnego Międzynarodowej Wspólnoty Bahaickiej. Przekład z angielskiego „The Bahá'í Faith”
- „Wspólnota Bahaicka – Założenia, Dążenia i Cele”. Przekład z angielskiego „The Bahá'í Community – Foundation, Aims and Purposes”. Komitet Wydawniczy Narodowego Zgromadzenia Duchowego Baháitów w Polsce, 1992